# Laocoonte (Hayez)
Laocoonte è un dipinto di Francesco Hayez. 
Raffigura la morte di Laocoonte, sacerdote di Apollo e abitante di Troia. Secondo la mitologia greca egli tentò di salvare i troiani dall'insidia del cavallo di Troia, donato loro dai greci. Venne per questo punito da Atena, la quale parteggiava per gli Achei; la dea lo fece uccidere assieme ai figli da due giganteschi serpenti provenienti dal mare.
Il quadro di Francesco Hayez mantiene per lo più lo schema classico del celebre gruppo scultoreo. Innovativi sono l'impianto corale che l’artista conferisce nell’opera riprendendo le linee stilistiche del pittore francese David e l'eroica posa del protagonista che ricorda l' Ercole e Lica di Canova.
Nonostante i diffusi colori scuri, lo sguardo dello spettatore viene catturato dal panneggio bianco indossato dal sacerdote troiano, anche questa una caratteristica stilistica di David.